# County Tipperary
Tipperary (irisch Tiobraid Árann) ist ein County in der Provinz Munster im zentralen südlichen Binnenland der Republik Irland, östlich des unteren Shannon.
Das County Tipperary bestand von 1898 bis 2014 aus zwei getrennten Verwaltungseinheiten (administrative countys / contaetha riaracháin), „North Riding“ und „South Riding“. Durch den Local Government Act 2001 wurden sie in North bzw. South Tipperary umbenannt:
- North Tipperary (Tiobraid Árann Thuaidh) mit Verwaltungssitz Nenagh
- South Tipperary (Tiobraid Árann Theas) mit Verwaltungssitz Clonmel.

Mit dem Local Government Reform Act 2014 wurden sie zu einer Verwaltungseinheit zusammengelegt. Die beiden Verwaltungssitze in Nenagh und Clonmel blieben bestehen.

## Geografie
Das zentrale Flachland von Tipperary ist umgeben von den Galtee Mountains und den Knockmealdown Mountains im Süden, Slievenamon und den Sieveardagh Hills im Osten sowie den Arra Mountains und Slievefelim im Westen. Zum County Limerick hin öffnet sich das Flachland im Golden Vale. In Tipperary liegt auch das Glen of Aherlow.

## Wirtschaft
Im County wird viel Landwirtschaft betrieben, die in der Hauptsache aus Rinder- und Schafzucht besteht. Weiter gibt es Textilindustrie. Im Silvermines-Distrikt nahe Nenagh wurde eine der größten Blei-Zink-(+ Schwerspat-) Lagerstätten Europas bis in die 80er Jahre abgebaut, die Produktion bis dahin lag bei etwa 10,8 Millionen Tonnen Roherz mit etwa 2,2 % Blei- und 5 % Zinkgehalt, daneben enthält das Erz zwischen 20 und 60 g/t Silber.

## Politik
Die Sitzverteilung im Tipperary County Council nach der Kommunalwahl im Juni 2024.
Für die Wahlen in das irische Parlament (Dáil Éireann) werden in Tipperary fünf Abgeordnete gewählt werden.
| Partei       | Sitze |
| ------------ | ----- |
| Fine Gael    | 10    |
| Fianna Fáil  | 10    |
| Labour Party | 3     |
| Sinn Féin    | 2     |
| Unabhängige  | 15    |

| Partei       | Sitze |
| ------------ | ----- |
| Fianna Fáil  | 1     |
| Labour Party | 1     |
| Sinn Féin    | 1     |
| Unabhängige  | 2     |

## Friedenspreis
Jährlich im April wird der Tipperary International Peace Award an Menschen des öffentlichen Lebens verliehen, die sich besonders für den Frieden eingesetzt haben.
Zu den bisherigen Preisträgern gehören die früheren Staatspräsidenten Nelson Mandela und Bill Clinton, Michail Gorbatschow sowie der Popmusiker Bob Geldof. Der Preis für 2007 wurde posthum der pakistanischen Politikerin Benazir Bhutto zuerkannt.

## Sehenswürdigkeiten
- Ahenny Hochkreuze
- Wedge Tomb von Baurnadomeeny
- Cahir Castle

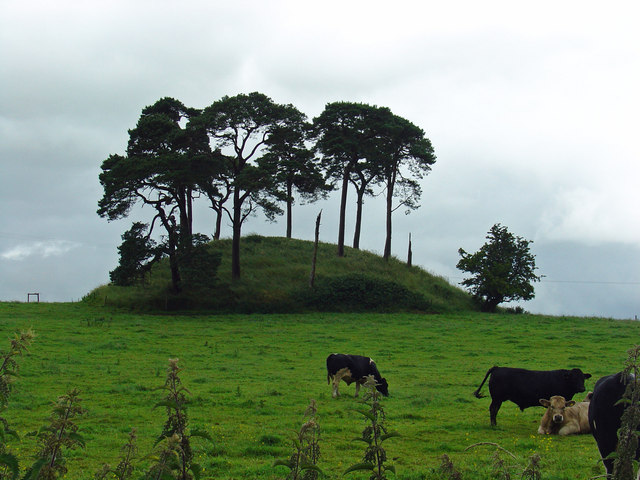
Neolithischer Grabhügel von Lattin

- In Cashel stehen sich der Rock of Cashel, eine traditionsreiche Kirchenanlage, und die Hore Abbey, eine Klosterruine, in Sichtweite gegenüber.
- Graves of the Leinstermen Steinreihe
- Holy Cross Abbey
- Lorrha mit Klosterruine, Kirchenruine, Schaft von Hochkreuzen
- In Roscrea gibt es einen Rundturm, ein Hochkreuz und Roscrea Castle
- Court Tomb von Shanballyedmond

## Persönlichkeiten
- Patrick Crowe (1892–1969), Politiker
- Neil Fitzgerald (1892–1982), Schauspieler
- Frank Loughman (1892–1972), Politiker
- Seán Treacy (1895–1920), Dan Breen (1894–1969), IRA-Mitglieder im Irischen Unabhängigkeitskrieg
- Mary Ryan (1898–1981), Politikerin
- John Fanning (1903–1982), Politiker
- Patrick Hogan (1907–1972), Chirurg und Politiker
- Thomas Dunne (1926–1990), Politiker
- Brendan Griffin (* 1935), Politiker
- Seán Byrne (1937–2018), Landwirt und Politiker
- The Clancy Brothers Irish-Folk-Band

## Trivia
Der englische Militärmarsch It’s a Long Way to Tipperary machte diese Gegend bekannt.